# Episodi di Gangs of London (terza stagione)
La terza stagione della serie televisiva Gangs of London, composta da otto episodi, è stata resa disponibile nel Regno Unito il 20 marzo 2025 su Sky Box Sets e Now.
In Italia, la stagione è andata in onda in prima visione assoluta sul canale satellitare Sky Atlantic dal 18 aprile al 9 maggio 2025.
| nº | Titolo originale | Titolo italiano | Pubblicazione UK | Prima TV Italia |
| -- | ---------------- | --------------- | ---------------- | --------------- |
| 1  | Episode 1        | Episodio 1      | 20 marzo 2025    | 18 aprile 2025  |
| 2  | Episode 2        | Episodio 2      | 20 marzo 2025    | 18 aprile 2025  |
| 3  | Episode 3        | Episodio 3      | 20 marzo 2025    | 25 aprile 2025  |
| 4  | Episode 4        | Episodio 4      | 20 marzo 2025    | 25 aprile 2025  |
| 5  | Episode 5        | Episodio 5      | 20 marzo 2025    | 2 maggio 2025   |
| 6  | Episode 6        | Episodio 6      | 20 marzo 2025    | 2 maggio 2025   |
| 7  | Episode 7        | Episodio 7      | 20 marzo 2025    | 9 maggio 2025   |
| 8  | Episode 8        | Episodio 8      | 20 marzo 2025    | 9 maggio 2025   |